# Gunnar Hedes saga
Gunnar Hedes saga är en svensk dramafilm från 1923 i regi av Mauritz Stiller. Producerad av det svenska produktionsbolaget AB Svensk Filminspelning. I huvudrollerna ses Einar Hanson, Mary Johnson, Pauline Brunius och Hugo Björne.

## Om filmen
Filmen är en fri bearbetning av Selma Lagerlöfs roman En herrgårdssägen som utgavs 1899.
Filmen spelades in i Filmstaden Råsunda med exteriörer från Kallsjön i Jämtland och skogen kring Munkhyttan i Nacka av J. Julius. Filmen premiärvisades 1 januari 1923. 

## Rollista i urval
- Einar Hanson – Gunnar Hede
- Pauline Brunius – fru Hede, hans mor
- Hugo Björne – brukspatron Hede, hans far
- Mary Johnson – Ingrid, föräldralös flicka
- Adolf Olschansky – Blomgren, landsvägsgycklare
- Stina Berg – fru Blomgren, hans hustru
- Thecla Åhlander – jungfru Stava
- Gösta Hillberg – advokat
- Gustaf Aronson – inspektorn
- Albert Christiansen – Gunnar Hede som barn
- Julia Cederblad – auktionsspekulant
- Concordia Selander – auktionsspekulant
- Lotten Olsson – auktionsspekulant
- Ingeborg Strandin – tjänstekvinna på Munkhyttan

## Filmmusik i urval
Filmens musikaliska ledmotiv var:
- Faust, kompositör Charles Gounod, text Michel Carré och Jules Barbier